# Loriquet de Johnstone
Saudareos johnstoniae
Pour les articles homonymes, voir Johnstone.
Espèce
Statut de conservation UICN

 NT  : Quasi menacé
Statut CITES
Le Loriquet de Johnstone (Saudareos johnstoniae) est une espèce de perroquet de la famille des Psittacidae.
Il vit dans les forêts humides tropicales et forêts de nuages de Mindanao (Philippines).
Il est menacé par suite de la disparition de son habitat.